# Championa
Genre
Championa est un genre d'insectes coléoptères de la famille des cérambycidés, de la sous-famille des Cerambycinae et de la tribu des Heteropsini.

## Espèces
- Championa aliciae
- Championa aurata
- Championa badeni
- Championa chemsaki
- Championa ctenostomoides
- Championa elegans
- Championa suturalis
- Championa westcotti